# Командор (Велика Британія)

Відзнака командора

Брейд-вимпел

Командор (англ. Cdre) — звання у Королівських ВМС, наступне після звання капітан і передує званню контрадмірала. Кодування НАТО OF-6. Звання рівноцінне до звання бригадир у британській армії і Королівській морській піхоті та командору повітряних сил у Королівських ВПС.

## Відзнака
Сучасна відзнака командора має 45-мм золоту смужку, з кільцем шириною 13 мм і діаметром 45 мм.

## Історія появи
Сучасні командори мають відзнаку таку ж, як і командори другого класу. Командор став основним званням Королівського флоту з 1997. До цього на цю посаду призначали старших капітанів, які обіймали певні посади. Наприклад, старший командувач есмінцями у складі Королівського флоту міг мати посаду «Commodore (D)», а командувач субмаринами міг мати посаду «Commodore (S)», хоча в обох випадках це посада, а не звання.